# Acanthostachys
Acanthostachys Klotzsch ( do grego "acanthos" = espinhoso + "stachys" = espiga ) é um género botânico pertencente à família Bromeliaceae, subfamília Pitcairnioideae.
São plantas encontradas no Brasil, Paraguai e Argentina.

## Espécies
- Acanthostachys pitcairnoides (Mez) Rauh & Barthlott
- Acanthostachys strobilacea (Schultes f.) Klotzsch

## Literatura
- Werner Rauh: Bromelien - Tillandsien und andere kulturwürdige Bromelien, Verlag Eugen Ulmer, Stuttgart 1990, ISBN 3-8001-6371-3